# Philipp Hirschfeld
Pour les articles homonymes, voir Hirschfeld.
Philipp Hirschfeld est un joueur d'échecs prussien né le 1er octobre 1840 à Königsberg et mort le 4 octobre 1896 à Wannsee. Hirschfeld travaillait dans la société de Thé de son père.

## Membre de la Société d'échecs de Berlin
Philipp Hirschfeld fréquente la Société des échecs de Berlin où il se mesure aux plus grands joueurs allemands.
En 1860, il disputa un match en 29 parties contre Adolf Anderssen, qu'il perdit sur la marque de 12,5 à 16,5. En 1864, il annula deux matchs à Paris contre Ignatz Kolisch. En 1865, il perdit contre Berthold Suhle (1 à 8) et batti Daniel Harrwitz à Paris (3 à 1).